# Loge Wolfgang Amadeus Mozart
Loge Wolfgang Amadeus Mozart is een vrijmetselaarsloge in Hilversum opgericht in 1964, vallende onder het Grootoosten der Nederlanden. De loge komt bijeen op de dinsdagavond in het Logegebouw der Vrijmetselaren op de Oude Enghweg 19 te Hilversum.

## Geschiedenis
Loge Wolfgang Amadeus Mozart is opgericht door leden van een van de twee eerder opgerichte Hilversumse loges, loge 'De Gooische Broederschap'. 
Vrijmetselarij · Beginselen · Geschiedenis · Symbolen · Vrijmetselaarsloge · Ordegrondwet · Obediëntie · Regulariteit en irregulariteit · Ritus · Graden · Grootmeester · Gemengde vrijmetselarij · Para-vrijmetselarij · Antivrijmetselarij · Vrijmetselarij in Nederland · Vrijmetselarij in België · Internationale vrijmetselarij
>>> Meer info op Portaal:Vrijmetselarij <<<